# Arceto
Arceto (Arsèi in dialetto reggiano) è una frazione di Scandiano in provincia di Reggio Emilia.

## Storia
Nella zona in cui sorge la frazione si hanno testimonianze di insediamenti risalenti all'età del bronzo. Fin dal 1788 fu individuata infatti una terramara, oltre che ritrovamenti di numerosi attrezzi e strumenti lavorati dall'uomo. Sono stati individuati anche reperti di età romana. Intorno all'883, in base ai documenti ritrovati, viene collocata la costruzione del castello, voluto dai vescovi di Reggio Emilia. Successivamente divenne proprietà della famiglia Fogliani, per poi passare nel 1414 sotto il controllo dei Boiardo. Nel corso degli anni Arceto vide avvicendarsi diverse famiglie, tra cui i Bentivoglio, gli Este e il marchese de Mari, nel 1740, che attuò una serie di lavori di ristrutturazione, dando al castello l'attuale aspetto. In origine Grumo, trasformato in Arseto (o Arsetum) dopo essere stato distrutto dalle fiamme, per poi finire per essere chiamato Arceto

## Monumenti e luoghi d'interesse
- Castello di Arceto, nominato per la prima volta in un documento dell'883;[6] venne utilizzato come dimora signorile dal XVIII secolo ed è un esempio di rocca in pianura.
- Chiesa di Santa Maria Assunta, originaria dei primi anni dopo il 1000[7]
- Torre municipale con orologio
- Oratorio di San Rocco, situato all'interno del castello e costruito nel 1565 per volere dei conti Thiene.[4]
- Sono presenti sul territorio, varie edicole votive e un cippo partigiano

## Sport
Nella frazione è presente la società calcistica A.S.C.D. Arcetana, fondata nel 1962, che milita in  Eccellenza.